# Benediktikirche (Erfurt)
Die Benediktikirche war eine Pfarrkirche in der Altstadt von Erfurt. Sie war die westliche Brückenkopfkirche der Krämerbrücke, deren östliche Brückenkopfkirche, die Ägidienkirche, noch erhalten ist. Nach der Benediktikirche ist heute der Benediktsplatz benannt. 

## Geschichte
Die Existenz einer Vorgängerkirche ist für das 11. Jahrhundert belegt. 1325 wurde die gotische Benediktikirche gemeinsam mit der Krämerbrücke errichtet. Beim Stadtbrand von 1472 wurde sie zerstört und anschließend wiederaufgebaut. Nach der Einführung der Reformation in Erfurt 1525 wurde die Gemeinde der Benediktikirche mit denen der Paulskirche und der Inneren Martinikirche zusammengelegt, weshalb in der Folgezeit in der Benediktikirche nur noch selten Gottesdienste stattfanden. 
Daraufhin wurden im Jahre 1802 die Glocken verkauft, 1807 dann die gesamte Kirche an den Kaufmann Sigismund George, der sie bis 1810 teilweise abreißen ließ. 1895 wurden schließlich die letzten baulichen Reste der Kirche abgetragen.
Im Rahmen der 2020 erfolgten komplexen 
Um- und Neugestaltung des Benediktsplatzes fanden sich bei Tiefbauarbeiten Mauer- und Fundamentreste des ehemaligen Gotteshauses, die weiterhin einen großen Teil dieses öffentlichen Raumes belegen. Darauf wurde der Grundriss der Kirche, der mit einem Naturstein vom restlichen Pflasterbelag abgesetzt ist, nunmehr an der Oberfläche sichtbar dargestellt.